# Gruszynki
Gruszynki (deutsch Grauschienen) war ein Ort in der polnischen Woiwodschaft Ermland-Masuren. Seine Ortsstelle liegt im Gebiet der Gmina Bartoszyce (Landgemeinde Bartenstein) im Powiat Bartoszycki (Kreis Bartenstein (Ostpr.)).

## Geographische Lage
Die Ortsstelle Gruszynkis liegt in der nördlichen Mitte der Woiwodschaft Ermland-Masuren, sieben Kilometer westlich des Ortes Gruszyny mit der gleichen deutschen Namensform Grauschienen. Bis zur ehemaligen und heute auf russischem Hoheitsgebiet gelegenen Kreisstadt Preußisch Eylau (russisch Bagrationowsk) sind es 15 Kilometer in nördlicher Richtung, während die heutige Kreismetropole Bartoszyce (deutsch Bartenstein) zwölf Kilometer in westlicher Richtung entfernt liegt.

## Geschichte
Der Gutsort Klein Grauschienen wurde um 1535/50 gegründet und nach 1785 Grauschinen, dann ab 1820 Grauschienen genannt. 1874 wurde der Gutsbezirk Grauschienen in den Amtsbezirk Reddenau (polnisch Rodnowo) im ostpreußischen Kreis Preußisch Eylau eingegliedert. 1889 wurde Grauschienen vom Nachbargutsbezirk Powarschen (polnisch Powiersze) vereinnahmt, dem es bis 1928 – und weiterhin auch der Landgemeinde Powarschen bis 1945 – zugehörte.
Nach der Abtretung des gesamten südlichen Ostpreußen an Polen im Jahre 1945 erhielt Gut Grauschienen die polnische Namensform „Gruszynki“. Der Ort wurde verselbständigt und existierte bis zum Jahre 2011. Der Ortsname hörte auf zu bestehen, während die Ortsstelle dem Gebiet des Nachbardorfs Wargielity (Worglitten) zugeordnet wurde. Somit liegt die nicht mehr wahrnehmbare Ortsstelle jetzt im Gebiet der Gmina Bartoszyce (Landgemeinde Bartenstein) im Powiat Bartoszycki (Kreis Bartenstein), von 1975 bis 1998 der Woiwodschaft Olsztyn, seither der Woiwodschaft Ermland-Masuren zugehörig.

## Religion
Christentum
Bis 1945 war Grauschienen in das Kirchspiel der evangelischen Kirche Reddenau in der Kirchenprovinz Ostpreußen der Kirche der Altpreußischen Union, außerdem in die römisch-katholische Pfarrei der St.-Bruno-Kirche Bartenstein im damaligen Bistum Ermland eingepfarrt.
Nach 1945 gehörte Gruszynki zur evangelische Kirchengemeinde Bartoszyce, einer Filialgemeinde  der Johanneskirche in Kętrzyn (Rastenburg) in der Diözese Masuren der Evangelisch-Augsburgischen Kirche in Polen , sowie zur Pfarrei in Bartoszyce, jetzt dem Erzbistum Ermland zugehörig.

## Verkehr
Die Ortsstelle Gruszynkis liegt südlich von Wargielity (Worglitten) an einer Nebenstraßenverbindung nach Wajsnory (Weischnuren).